# Бисјер (Саона и Лоара)
Бисјер (фр. Bussières) насеље је и општина у источном делу централне Француске у региону Бургоња, у департману Саона и Лоара која припада префектури Макон.
По подацима из 2011. године у општини је живело 595 становника, а густина насељености је износила 145,83 становника/km². Општина се простире на површини од 4,08 km². Налази се на средњој надморској висини од 250 метара (максималној 405 m, а минималној 219 m).

## Демографија
| 1962. | 1968. | 1975. | 1982. | 1990. | 1999. | 2011. |
| ----- | ----- | ----- | ----- | ----- | ----- | ----- |
| 230   | 256   | 318   | 393   | 463   | 535   | 595   |

График промене броја становника у току последњих година